# ابلیس
ابلیس شخصیتی در قرآن است که در کتاب مذکور یازده مرتبه از او یاد شده‌ است. عمده حضور او در قرآن مربوط به داستان آدم است که خدا به فرشتگان دستور می‌دهد در برابرش سجده کنند اما ابلیس نمی‌پذیرد؛ نتیجتاً از بهشت رانده می‌شود.
در کتاب تاریخ طبری در روایاتی از ابن‌عباس نقل شده: ابلیس از فرشتگان بود و نامش عزازیل بود و در زمین ساکن بود. فرشتگان ساکن در زمین جن نام داشتند. ابلیس به عبادت همی کوشید و در دانش از همه پیش بود و به همین سبب مغرور شد و در برابر فرمان خدا عصیان نمود.

## واژه
ابلیس صورت تحریف‌شدهٔ واژهٔ یونانی διάβολος (دیابلوس) است.

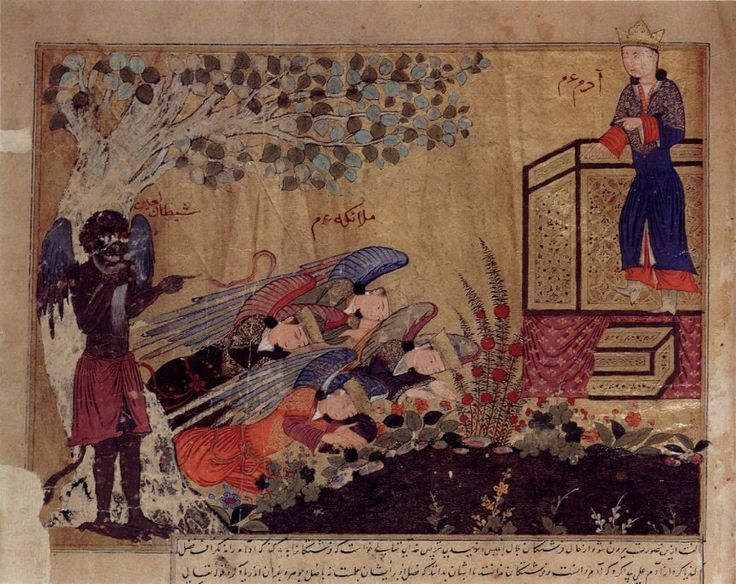
نقاشی از نسخه خطی هرات از ترجمه فارسی بلعمی از سالنامه/تاریخ (تاریخ جهانی) طبری، که فرشتگان را به احترام آدم نشان می‌دهد، به جز ابلیس که نپذیرفت. در کتابخانه موزه کاخ توپکاپی برگزار می‌شود. بالها می‌سوزند و ابلیس از فرشته به دیو تبدیل می‌شود.

اسحاق‌بن‌جریر گوید:

امام صادق (علیه السلام) به من فرمود: «یاران تو درباره‌ی سخن شیطان: خَلَقْتَنِی مِن نَّارٍ وَخَلَقْتَهُ مِن طِینٍ چه می‌گویند»؟ عرض کردم: «فدایت شوم! شیطان این سخن را گفت و خداوند متعال در کتاب خود از آن یاد کرد». امام (علیه السلام) فرمود: «شیطان که لعنت خدا بر او باد! دروغ گفت، ای اسحاق! خداوند او را تنها از گِل آفرید. خداوند متعال فرمود: همان کسی که برای شما از درخت سبز، آتش آفرید و شما به‌وسیله‌ی آن، آتش می‌افروزید!. (یس/۸۰) خداوند او را از آن آتش آفرید و آتش از آن درخت است و اصل درخت از گِل است».

## ابلیس در قرآن و تفسیر
ابلیس یکی از فرشتگان مقرب بود که هزاران سال خدا را بندگی کرد. به گفته ابن‌عباس او زیباترین و قدرتمندترین فرشتگان بود. او به عنوان جلاد خدا و نگهبان بهشت کار می‌کرد.
قرآن اشاره می‌کند که قبل از حضرت آدم موجودات دیگری روی زمین زندگی می‌کردند. گفته می‌شود که ابلیس آنها را به خاطر وقاحتشان به بند کشیده‌است.
هنگامی که خداوند آدم را آفرید و فرشتگان را به رکوع فرمان داد، ابلیس نپذیرفت. او با این استدلال که فرشتگان برای تعظیم در برابر آدم ناشایست هستند، به عدالت خدا کافر شد. او را به خاطر تکبر از پیشگاه خدا برکنار کردند و به جهنم فرستادند. ابلیس درخواست می‌کند که به او اجازه داده شود انسان‌ها را گمراه کند و با کمک ارتشی از شیاطین، وسوسه‌گر می‌شود. سپس ابلیس را در قعر جهنم به زنجیر می‌بندند و به لشکر خود دستور می‌دهد که بین مردم و سین فساد کند.
معلوم نیست ابلیس فرشته ای بود که تبدیل به دیو شد یا دیو. شیاطین ممکن است قبل از بیرون راندن، فرشتگان بوده‌اند، یا شیاطین یک بار در خدمت خدا بوده‌اند تا اینکه ابلیس از بهشت اخراج شد.

## انتقادات وارد شده و پاسخ‌ها
یکی از انتقادات وارده توسط خداناباوران به مسئله سجده نکردن ابلیس بر اساس آیه ۳۴ سوره بقره است که می‌گوید:وَ إِذْ قُلْنا لِلْمَلائِکَةِ اسْجُدُوا لِآدَمَ فَسَجَدُوا إِلاَّ إِبْلیسَ أَبی وَ اسْتَکْبَرَ وَ کانَ مِنَ الْکافِرینَ انتقاد «خدا ناباوران» بر اساس وجود این است که خداوند در این آیه از ملائکه و فرشتگان خواسته تا بر آدم سجده کنند، اما همانند آیه ای دیگر در قرآن که می‌گوید وَإِذْ قُلْنَا لِلْمَلَائِکَةِ اسْجُدُوا لِآدَمَ فَسَجَدُوا إِلَّا إِبْلِیسَ کَانَ مِنَ الْجِنِّ فَفَسَقَ عَنْ أَمْرِ رَبِّهِ ۗ أَفَتَتَّخِذُونَهُ وَذُرِّیَّتَهُ أَوْلِیَاءَ مِنْ دُونِی وَهُمْ لَکُمْ عَدُوٌّ ۚ بِئْسَ لِلظَّالِمِینَ بَدَلًا. همانند این آیه شیطان از جنیان است در حالی که در سوره بقره خدا به فرشتگان گفته بود که بر آدم سجده کنند. 
در پاسخ گفته می‌شود که ابلیس به سبب عبادت زیادی که کرده بود در زمره فرشتگان به حساب می‌آمد. همچنین خطاب الهی، هم به فرشته‌ها بود و هم به ابلیس، اما چون بیشتر مخاطبان خداوند ملائکه بودند، از این رو خداوند نام فرشته‌ها را ذکر کرده است.